# Tercera Federación - Grupo XVI 2025-26
La temporada 2025-26 del Grupo XVI de la Tercera Federación de fútbol comenzará el 7 de septiembre de 2025 y finalizará el 10 de mayo de 2026. Posteriormente se disputará la promoción de ascenso entre el 17 de mayo y el 7 de junio en su fase territorial, y para finalizar en su fase nacional entre el 14 y 21 de junio. Se trata de la quinta edición tras la restructuración de las categorías no profesionales por parte de la RFEF a causa de la pandemia global causada por el Coronavirus; y es la quinta categoría a nivel nacional.
Durante esta campaña es el quinto nivel de las Ligas de fútbol de España para los clubes de La Rioja, por debajo de la Segunda Federación y por encima de la Regional Preferente de La Rioja.

## Sistema de competición
Participan dieciocho clubes en un único grupo. Se enfrentan todos contra todos en dos ocasiones -una en campo propio y otra en campo contrario- durante un total de 34 jornadas. El orden de los encuentros se decide por sorteo antes de empezar la competición. La Federación de Fútbol de La Rioja es la responsable de designar las fechas de los partidos y los árbitros de cada encuentro, reservando al equipo local la potestad de fijar el horario exacto de cada encuentro.
Una vez finalizada la competición, el primer clasificado asciende directamente a Segunda Federación y se proclama campeón de Tercera Federación.
Los clasificados entre el segundo y el quinto lugar disputan un Play Off territorial en formato de eliminatorias a doble partido ida y vuelta. En caso de empate el vencedor de la eliminatoria es el equipo mejor clasificado. El equipo vencedor de este Play Off se clasifica a la Promoción de ascenso a Segunda Federación que tiene carácter de final interterritorial.
Los tres últimos clasificados descienden directamente a Regional Preferente de La Rioja. El número de descensos puede aumentar o disminuir dependiendo del número de equipos descendidos a Tercera Federación desde Segunda Federación.

## Ascensos y descensos
Los equipos que mantuvieron la categoría en la última temporada de Tercera Federación participan en la siguiente edición.
| Pos. | Ascendidos a 2.ª Federación |
| ---- | --------------------------- |
| 1.º  | Náxara C. D.                |

| Pos. | Descendidos de 2ª Federación |
| ---- | ---------------------------- |
| 14.º | C. D. Calahorra              |
| 15.º | C. D. Anguiano               |

| Pos. | Ascendidos de Regional Preferente |
| ---- | --------------------------------- |
| 1.º  | C. D. Pradejón                    |
| 2.º  | C. D. San Marcial                 |
| 2.º  | C. D. Villegas                    |

| Pos. | Descendidos a Regional Preferente |
| ---- | --------------------------------- |
| 7.º  | C. D. Calahorra "B"               |
| 16.º | Casalareina C. F.                 |
| 17.º | C. A. River Ebro                  |
| 18.º | C. D. Tedeón                      |

## Participantes

### Información sobre los equipos participantes
| Equipo                 | Localidad                   | Fundación | Estadio                        |
| ---------------------- | --------------------------- | --------- | ------------------------------ |
| C. Atlético Vianés     | Viana                       | 1997      | Príncipe de Viana              |
| C. D. Agoncillo        | Agoncillo                   | 1982      | C.M. San Roque                 |
| C. D. Anguiano         | Anguiano                    | 1995      | Isla                           |
| C. D. Arnedo           | Arnedo                      | 1965      | El Sendero                     |
| C. D. Autol            | Autol                       | 2005      | La Manzanera                   |
| C. D. Berceo           | Logroño                     | 1948      | El Salvador                    |
| Comillas C. F.         | Logroño                     | 2018      | El Salvador                    |
| C. D. Calahorra        | Calahorra                   | 1923      | La Planilla                    |
| C. D. F. C. La Calzada | Santo Domingo de la Calzada | 2006      | El Rollo                       |
| C. D. Pradejón         | Pradejón                    | 1987      | Municipal de Pradejón          |
| C. D. San Marcial      | Lardero                     | 1973      | Ángel de Vicente               |
| C. D. Varea            | Logroño                     | 2009      | Ángel Aguado                   |
| C. D. Villegas         | Logroño                     | 1997      | La Ribera                      |
| C. Haro Deportivo      | Haro                        | 1950      | Luis de la Fuente              |
| Peña Balsamaiso C. F.  | Logroño                     | 2019      | La Estrella                    |
| S. D. Oyonesa          | Oyón-Oion                   | 1998      | Oion Arena                     |
| U. D. Logroñés "B"     | Logroño                     | 2015      | Ciudad Deportiva U.D. Logroñés |
| Yagüe C. F.            | Logroño                     | 1962      | El Salvador                    |

## Clasificación
| Pos. | Equipo                 | Pts. | PJ | G | E | P | GF | GC | Dif. |                                                       |
| ---- | ---------------------- | ---- | -- | - | - | - | -- | -- | ---- | ----------------------------------------------------- |
| 1    | C. D. Calahorra        | 0    | 0  | 0 | 0 | 0 | 0  | 0  | 0    | Ascenso a Segunda Federación y Copa del Rey           |
| 2    | C. D. Anguiano         | 0    | 0  | 0 | 0 | 0 | 0  | 0  | 0    | Play-Offs Ascenso a Segunda Federación y Copa del Rey |
| 3    | U. D. Logroñés "B"     | 0    | 0  | 0 | 0 | 0 | 0  | 0  | 0    | Play-Offs Ascenso a Segunda Federación                |
| 4    | C. D. Varea            | 0    | 0  | 0 | 0 | 0 | 0  | 0  | 0    | Play-Offs Ascenso a Segunda Federación                |
| 5    | C. D. Arnedo           | 0    | 0  | 0 | 0 | 0 | 0  | 0  | 0    | Play-Offs Ascenso a Segunda Federación                |
| 6    | S. D. Oyonesa          | 0    | 0  | 0 | 0 | 0 | 0  | 0  | 0    |                                                       |
| 7    | C. D. F. C. La Calzada | 0    | 0  | 0 | 0 | 0 | 0  | 0  | 0    |                                                       |
| 8    | Peña Balsamaiso C. F.  | 0    | 0  | 0 | 0 | 0 | 0  | 0  | 0    |                                                       |
| 9    | Yagüe C. F.            | 0    | 0  | 0 | 0 | 0 | 0  | 0  | 0    |                                                       |
| 10   | C. D. Agoncillo        | 0    | 0  | 0 | 0 | 0 | 0  | 0  | 0    |                                                       |
| 11   | C. D. Berceo           | 0    | 0  | 0 | 0 | 0 | 0  | 0  | 0    |                                                       |
| 12   | Comillas C. F.         | 0    | 0  | 0 | 0 | 0 | 0  | 0  | 0    |                                                       |
| 13   | C. Haro Deportivo      | 0    | 0  | 0 | 0 | 0 | 0  | 0  | 0    |                                                       |
| 14   | C. Atlético Vianés     | 0    | 0  | 0 | 0 | 0 | 0  | 0  | 0    |                                                       |
| 15   | C. D. Autol            | 0    | 0  | 0 | 0 | 0 | 0  | 0  | 0    |                                                       |
| 16   | C. D. Pradejón         | 0    | 0  | 0 | 0 | 0 | 0  | 0  | 0    | Descenso a Regional Preferente                        |
| 17   | C. D. San Marcial      | 0    | 0  | 0 | 0 | 0 | 0  | 0  | 0    | Descenso a Regional Preferente                        |
| 18   | C. D. Villegas         | 0    | 0  | 0 | 0 | 0 | 0  | 0  | 0    | Descenso a Regional Preferente                        |

Los primeros partidos se disputarán el 6 de septiembre de 2025.
 Fuente: Fútbol Regional

### Evolución de la clasificación
| Equipo ╲ Jornada       | 1               | 2 | 3 | 4 | 5 | 6 | 7 | 8 | 9 | 10 | 11 | 12 | 13 | 14 | 15 | 16 | 17 | 18 | 19 | 20 | 21 | 22 | 23 | 24 | 25 | 26 | 27 | 28 | 29 | 30 | 31 | 32 | 33 | 34 |
| ---------------------- | --------------- | - | - | - | - | - | - | - | - | -- | -- | -- | -- | -- | -- | -- | -- | -- | -- | -- | -- | -- | -- | -- | -- | -- | -- | -- | -- | -- | -- | -- | -- | -- |
| Equipo ╲ Jornada       | C. D. Calahorra |   |   |   |   |   |   |   |   |    |    |    |    |    |    |    |    |    |    |    |    |    |    |    |    |    |    |    |    |    |    |    |    |    |
| C. D. Anguiano         |                 |   |   |   |   |   |   |   |   |    |    |    |    |    |    |    |    |    |    |    |    |    |    |    |    |    |    |    |    |    |    |    |    |    |
| U. D. Logroñés "B"     |                 |   |   |   |   |   |   |   |   |    |    |    |    |    |    |    |    |    |    |    |    |    |    |    |    |    |    |    |    |    |    |    |    |    |
| C. D. Varea            |                 |   |   |   |   |   |   |   |   |    |    |    |    |    |    |    |    |    |    |    |    |    |    |    |    |    |    |    |    |    |    |    |    |    |
| C. D. Arnedo           |                 |   |   |   |   |   |   |   |   |    |    |    |    |    |    |    |    |    |    |    |    |    |    |    |    |    |    |    |    |    |    |    |    |    |
| S. D. Oyonesa          |                 |   |   |   |   |   |   |   |   |    |    |    |    |    |    |    |    |    |    |    |    |    |    |    |    |    |    |    |    |    |    |    |    |    |
| C. D. F. C. La Calzada |                 |   |   |   |   |   |   |   |   |    |    |    |    |    |    |    |    |    |    |    |    |    |    |    |    |    |    |    |    |    |    |    |    |    |
| Peña Balsamaiso C. F.  |                 |   |   |   |   |   |   |   |   |    |    |    |    |    |    |    |    |    |    |    |    |    |    |    |    |    |    |    |    |    |    |    |    |    |
| Yagüe C. F.            |                 |   |   |   |   |   |   |   |   |    |    |    |    |    |    |    |    |    |    |    |    |    |    |    |    |    |    |    |    |    |    |    |    |    |
| C. D. Agoncillo        |                 |   |   |   |   |   |   |   |   |    |    |    |    |    |    |    |    |    |    |    |    |    |    |    |    |    |    |    |    |    |    |    |    |    |
| C. D. Berceo           |                 |   |   |   |   |   |   |   |   |    |    |    |    |    |    |    |    |    |    |    |    |    |    |    |    |    |    |    |    |    |    |    |    |    |
| Comillas C. F.         |                 |   |   |   |   |   |   |   |   |    |    |    |    |    |    |    |    |    |    |    |    |    |    |    |    |    |    |    |    |    |    |    |    |    |
| C. Haro Deportivo      |                 |   |   |   |   |   |   |   |   |    |    |    |    |    |    |    |    |    |    |    |    |    |    |    |    |    |    |    |    |    |    |    |    |    |
| C. Atlético Vianés     |                 |   |   |   |   |   |   |   |   |    |    |    |    |    |    |    |    |    |    |    |    |    |    |    |    |    |    |    |    |    |    |    |    |    |
| C. D. Autol            |                 |   |   |   |   |   |   |   |   |    |    |    |    |    |    |    |    |    |    |    |    |    |    |    |    |    |    |    |    |    |    |    |    |    |
| C. D. Pradejón         |                 |   |   |   |   |   |   |   |   |    |    |    |    |    |    |    |    |    |    |    |    |    |    |    |    |    |    |    |    |    |    |    |    |    |
| C. D. San Marcial      |                 |   |   |   |   |   |   |   |   |    |    |    |    |    |    |    |    |    |    |    |    |    |    |    |    |    |    |    |    |    |    |    |    |    |
| C. D. Villegas         |                 |   |   |   |   |   |   |   |   |    |    |    |    |    |    |    |    |    |    |    |    |    |    |    |    |    |    |    |    |    |    |    |    |    |

## Tabla de resultados cruzados
| Local \ Visitante      | AGO | ANG | ARN | ATV | AUT | BER | CAL | COM | HAR | LCA | LOG | OYO | PEÑ | PRA | SAN | VAR | VIL | YAG |
| ---------------------- | --- | --- | --- | --- | --- | --- | --- | --- | --- | --- | --- | --- | --- | --- | --- | --- | --- | --- |
| C. D. Agoncillo        | —   |     |     |     |     |     |     |     |     |     |     |     |     |     |     |     |     |     |
| C. D. Anguiano         |     | —   |     |     |     |     |     |     |     |     |     |     |     |     |     |     |     |     |
| C. D. Arnedo           |     |     | —   |     |     |     |     |     |     |     |     |     |     |     |     |     |     |     |
| C. Atlético Vianés     |     |     |     | —   |     |     |     |     |     |     |     |     |     |     |     |     |     |     |
| C. D. Autol            |     |     |     |     | —   |     |     |     |     |     |     |     |     |     |     |     |     |     |
| C. D. Berceo           |     |     |     |     |     | —   |     |     |     |     |     |     |     |     |     |     |     |     |
| C. D. Calahorra        |     |     |     |     |     |     | —   |     |     |     |     |     |     |     |     |     |     |     |
| Comillas C. F.         |     |     |     |     |     |     |     | —   |     |     |     |     |     |     |     |     |     |     |
| C. Haro Deportivo      |     |     |     |     |     |     |     |     | —   |     |     |     |     |     |     |     |     |     |
| C. D. F. C. La Calzada |     |     |     |     |     |     |     |     |     | —   |     |     |     |     |     |     |     |     |
| U. D. Logroñés "B"     |     |     |     |     |     |     |     |     |     |     | —   |     |     |     |     |     |     |     |
| S. D. Oyonesa          |     |     |     |     |     |     |     |     |     |     |     | —   |     |     |     |     |     |     |
| Peña Balsamaiso C. F.  |     |     |     |     |     |     |     |     |     |     |     |     | —   |     |     |     |     |     |
| C. D. Pradejón         |     |     |     |     |     |     |     |     |     |     |     |     |     | —   |     |     |     |     |
| C. D. San Marcial      |     |     |     |     |     |     |     |     |     |     |     |     |     |     | —   |     |     |     |
| C. D. Varea            |     |     |     |     |     |     |     |     |     |     |     |     |     |     |     | —   |     |     |
| C. D. Villegas         |     |     |     |     |     |     |     |     |     |     |     |     |     |     |     |     | —   |     |
| Yagüe C. F.            |     |     |     |     |     |     |     |     |     |     |     |     |     |     |     |     |     | —   |

## Clasificados a la Copa del Rey
| Bandera de ? |
| 1.er Puesto  |
| ------------ |